# Leucomium tenuatipes
Leucomium tenuatipes là một loài Rêu trong họ Leucomiaceae. Loài này được (Müll. Hal.) Kindb. mô tả khoa học đầu tiên năm 1891.